# Renault 14
Pour les articles homonymes, voir R14.
La Renault 14 est un modèle du constructeur automobile français Renault. Elle fut produite de 1976 à 1983 à plus d'un million d'exemplaires. Première automobile compacte du constructeur français, elle visait à concurrencer les Simca 1100 puis Simca-Talbot Horizon, Fiat Ritmo, Opel Kadett et autres Volkswagen Golf.

## Historique

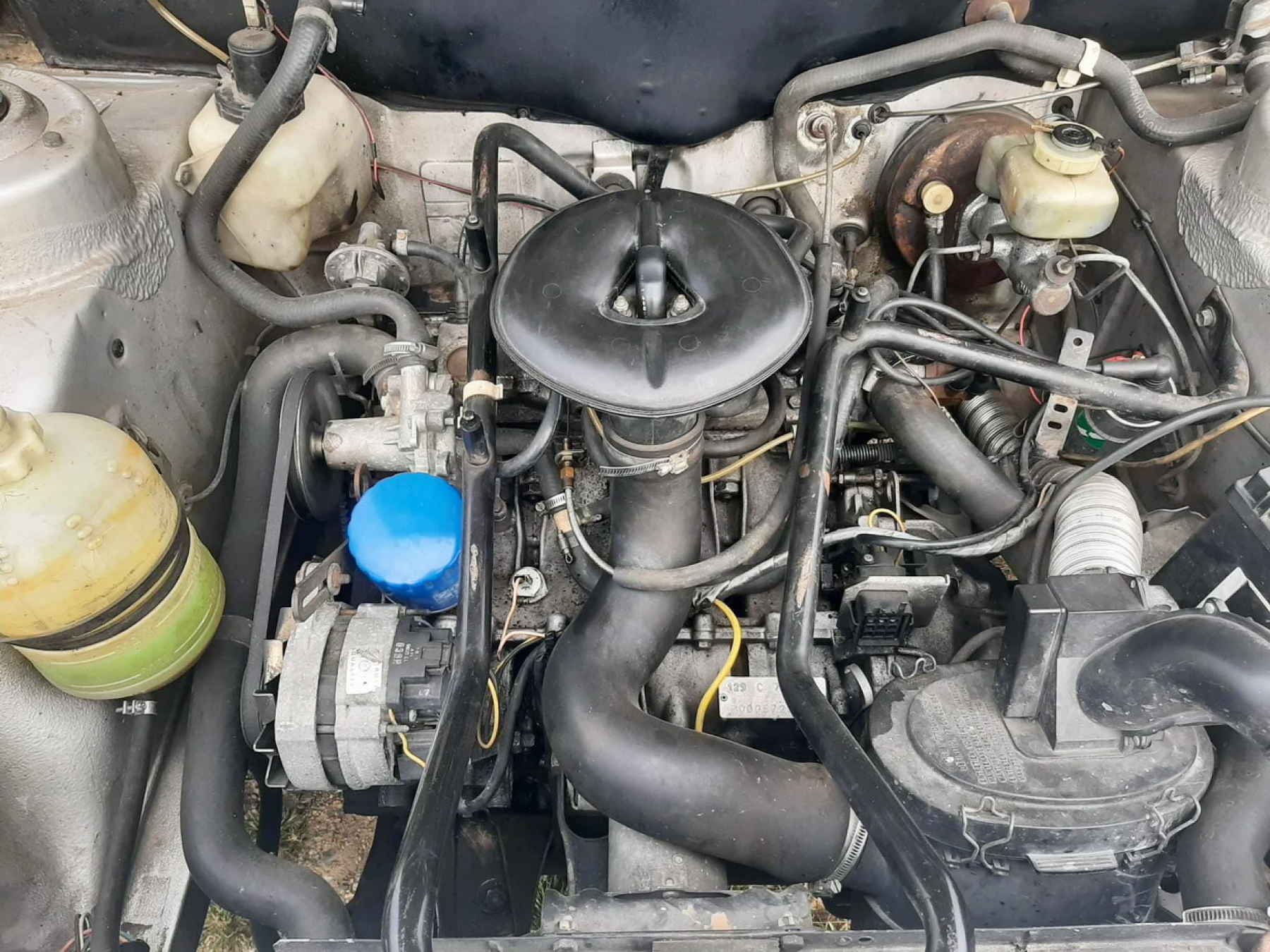
Compartiment moteur.

La Renault 14 partage son groupe motopropulseur avec la Peugeot 104 : il s'agit du « moteur X » à arbre à cames en tête tout aluminium de type transversal — une première chez Renault — incliné à 72° vers l'arrière avec 4 cylindres en ligne, et boîte de vitesses placée sous le bloc formant carter. La lubrification moteur-boîte est commune à l'instar de l'Austin Mini. Ce bloc, à la sonorité typique (transmission moteur-boîte par train d'engrenages dit « triplette »), avait été étudié par Peugeot dans le cadre d'un programme commun avec Renault au sein de la Française de Mécanique, créée à cet effet. Son train avant est dérivé de la Peugeot 104. Cette « hybridation » avec le principal concurrent d'alors aurait été assez mal perçue par le réseau d'entretien Renault de l'époque, et très probablement aussi par les clients les plus puristes, c'est ce qui a en réalité le plus nui à la carrière de la Renault 14.
Quant au train arrière, il était dérivé de celui de la Renault 5, avec des cotes et des tarages appropriés aux dimensions et au poids de la R14.
La Renault 14 était confortable, avec une suspension à roues indépendantes, mais sensible à la charge et au vent latéral. L'espace, la modularité permise par le coffre à hayon, la convivialité intérieure et la sécurité passive étaient les principaux arguments de ce modèle. Les études poussées de l'habitacle (conçu « de l'intérieur vers l'extérieur ») permettront à la Renault 14 de jouir d'une habitabilité particulièrement généreuse pour sa catégorie et aussi spacieuse qu'une Renault 16, pourtant 24 centimètres plus longue.

### Phase 1

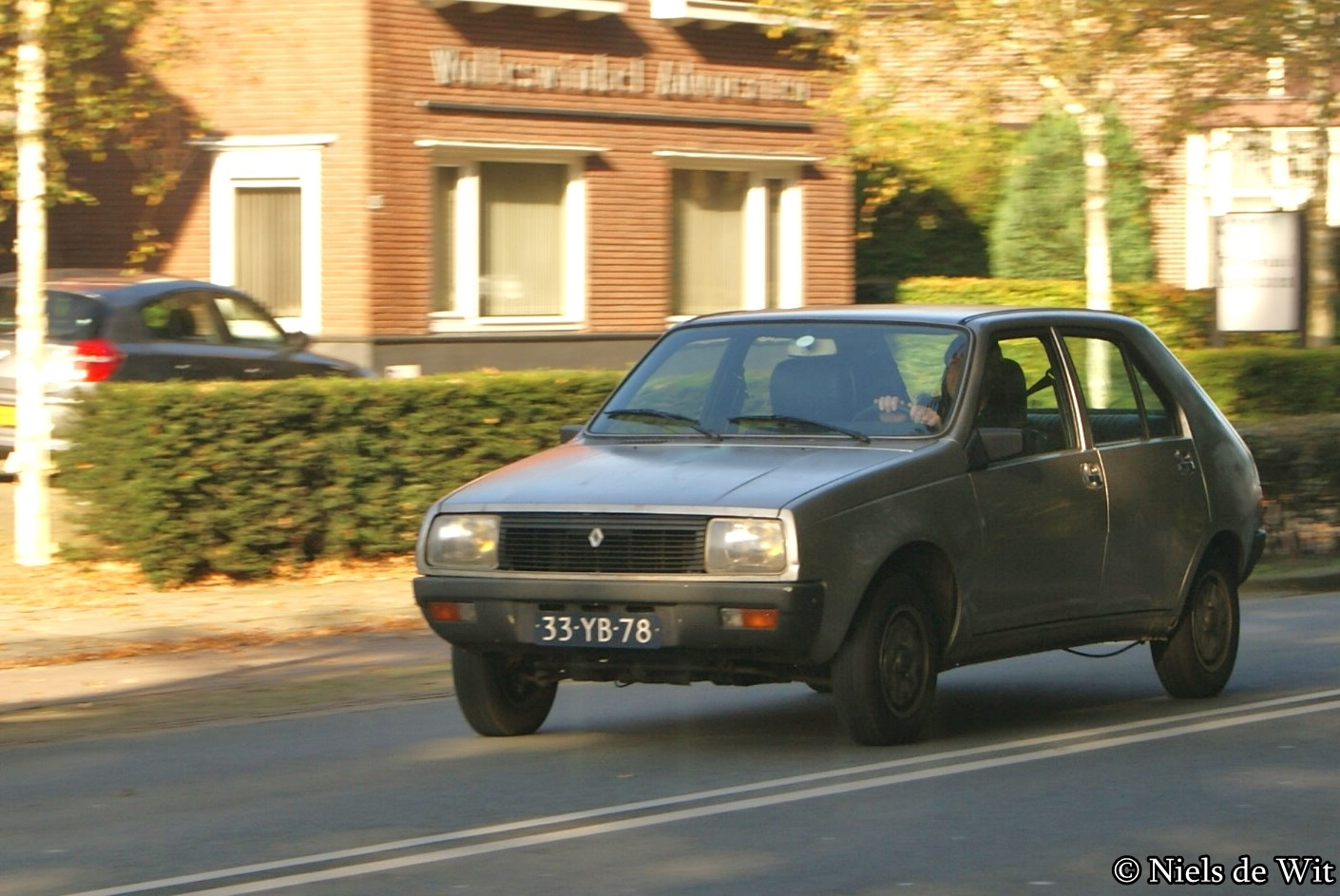
Renault 14 TL (on la distingue avec ses clignotants insérés dans le pare-chocs).

Au lancement, Renault proposait une version L et une version TL, avec le « moteur X » de 1 218 cm3 (type 129) à 57 ch. La version L reconnaissable à ses porte balais d'essuie-glaces chromés, ses montants de portières teints couleur carrosserie et l'absence d'enjoliveurs de baie de pare-brise, de lunette arrière et de roue très dépouillée, sera supprimée pour le millésime 1978, et sera remplacée par un modèle nommé « Renault 14 ». La L est la seule de toute la gamme à ne pas disposer d'un servo-frein et d'une lunette arrière dégivrante. En 1977, apparaît pour le marché européen une série limitée, la Renault 14 Safrane. Disponible dans une couleur or brun métallisé, elle est plus luxueuse avec notamment une sellerie velours brun, des jantes en alliage, un lecteur de carte, des appuis-tête, deux rétroviseurs, un volant sport et une horloge à quartz. Particularités de ce modèle : elle arbore, avec un millésime d'avance, l'habillage intérieur de la future GTL, et la calandre de la future TS.
Pour 1979, apparaissent les versions GTL et TS. En milieu de gamme, la 14 GTL, avec un moteur de 14 TL, possède une finition améliorée (garnissage des sièges en velours, montre à quartz, panneaux de portes avec enjoliveur chromé, console centrale avec haut-parleur) afin de séduire un peu plus après la malencontreuse publicité de la poire. La 14 TS, plus puissante, est équipée du « moteur X » de 1 218 cm3 (type 145) de la 14 TL, mais poussé à 69 ch DIN (au lieu de 57 ch) grâce à un carburateur double corps et un système d'échappement modifié. C'était la première fois qu'une voiture de cette catégorie possédait des vitres électriques et une fermeture centralisée. Extérieurement, on notait la bande adhésive noire dégradée sur l'aile avant, destinée à alléger la silhouette, une calandre spécifique à l'entourage chromé, flanquée du monogramme "TS" en bas à droite ainsi que des boucliers élargis et de couleur gris anthracite. La GTL et la TS disposent de jantes Fergat dites "de style" très élégantes, qui seront reprises sur l'intégralité de la phase 2. Concernant les spécificités de la TS, en plus de tout ce qui est indiqué plus haut, on retrouve notamment les 4 ceintures de sécurité à enrouleurs, la moquette épaisse qui remonte sur les panneaux de portes, le pré-équipement radio en série, un thermomètre d'eau, des feux antibrouillards arrière.

### Phase 2
Pour 1980, la Renault 14 s'offre un nouveau dessin de la face avant : les clignotants sont désormais dans le prolongement des phares, et non plus dans les pare-chocs. La 14 TL pré-82 propose à présent 58 chevaux DIN et la 14 TL propose 58,5 chevaux DIN à compter du Millésime 82. tandis que la 14 TS reçoit le « moteur X » de 1 360 cm3 (type 150) de 70 ch de la Peugeot 104 S au meilleur couple. Le moteur a été également monté sur les Citroën BX 14 E/RE, la Talbot Samba GLS et sur les premières Peugeot 205. Pour 1982, la 14 GTL le recevra avec 60 ch et un carburateur simple corps (type X5J).
Il est à noter que la Renault 14 TS Millésime 83 sera la seule à corriger le défaut que tous les journalistes d'alors lui ont trouvé : la dimension trop menue des pneumatiques. En effet, jusque là, toutes les Renault 14 étaient équipées de pneumatiques en 145 SR13. La Renault 14 TS 1983 adopte enfin une monte en 155 SR 13.
Autre curiosité : le Millésime 83 voit apparaître un nouveau motif décoratif des panneaux de portes, et ce, sur l'ensemble de la gamme.

## Les différentes versions

### Séries spéciales

#### Spéciale
Version confidentielle pour le marché suisse et fabriquée en 1978. Elle se caractérisait par des bandes noires latérales sur la carrosserie, des bavettes aux roues arrière et des jantes en alliage de conception spécifique. L'aménagement intérieur était celui de la version TL.

#### Regency
Version destinée au marché britannique, réalisée sur la base de la version TS et disponible uniquement en peinture Bordeaux 721. Cette édition spéciale se caractérise par la présence d'accessoires tels que le toit ouvrant en verre teinté, l'autoradio, les jantes en alliage, le pare-soleil également pour les passagers arrière, le volant en cuir et un fil décoratif longeant les côtés à la hauteur de ligne de ceinture.

#### Safrane

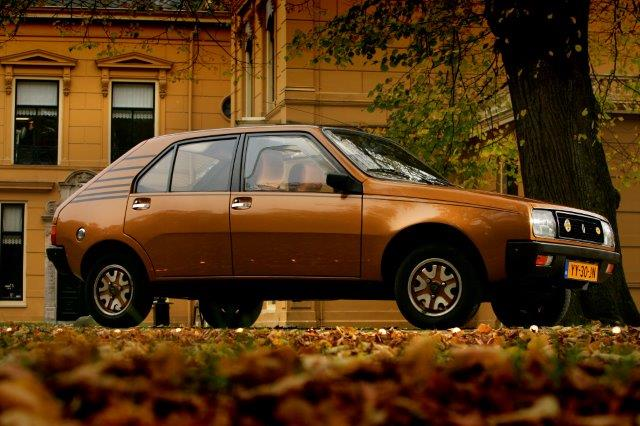
Renault 14 Safrane

Cette version se caractérise par une peinture orange métallisée, des jantes en alliage et des décorations adhésives sur les côtés et à l'arrière du montant. Le nom sera repris sur la Renault Safrane I, modèle haut de gamme des années 1990.

#### Gold
Cette version, accompagnée par une Renault 5 Gold en 1981, est équipée sur base de TS, avec un spoiler avant, une sérigraphie latérale autocollante et évidemment, une teinte dorée du plus bel effet. Ces voitures étaient les premiers prix d'une loterie organisée alors par la Régie Renault aux Pays-Bas.

## Caractéristiques

### Chaîne cinématique

#### Motorisations
| Modèle et boîte                        | Construction | Moteur                                   | Cylindrée         | Performance                    | Couple                 | 0 à 100 km/h | Vitesse maximale | Consommation       |
| -------------------------------------- | ------------ | ---------------------------------------- | ----------------- | ------------------------------ | ---------------------- | ------------ | ---------------- | ------------------ |
| Renault 14 1.2 57 (boîte méca. 4)      | 1976 - 1980  | 4 cylindres en ligne Moteur X 129        | 1 218 cm3 (1,2 L) | 42 kW (57 ch) à 6 000 tr/min   | 92 N m à 3 000 tr/min  | 15,7 s       | 145 km/h         | 8,1 L/100 km       |
| Renault 14 1.2 58 (boîte méca. 4)      | 1978 - 1983  | 4 cylindres en ligne Moteur X 129        | 1 218 cm3 (1,2 L) | 43 kW (58,5 ch) à 5 500 tr/min | 93 N m à 3 000 tr/min  | 15,7 s       | 145 km/h         | 7,4 à 8,1 L/100 km |
| Renault 14 1.2 69 (boîte méca. 4)      | 1979 - 1980  | 4 cylindres en ligne Moteur X 145        | 1 218 cm3 (1,2 L) | 51 kW (69 ch) à 6 000 tr/min   | 96 N m à 3 000 tr/min  |              | 159 km/h         | 8,3 L/100 km       |
| Renault 14 1.4 60 (boîte méca. 4 ou 5) | 1982 - 1983  | 4 cylindres en ligne Moteur X 150D (X5J) | 1 360 cm3 (1,4 L) | 44 kW (60 ch) à 5 250 tr/min   | 104 N m à 2 500 tr/min | 15,6 s       | 148 km/h         | 7,4 L/100 km       |
| Renault 14 1.4 70 (boîte méca. 4 ou 5) | 1980 - 1983  | 4 cylindres en ligne Moteur X 150        | 1 360 cm3 (1,4 L) | 51 kW (70 ch) à 6 000 tr/min   | 106 N m à 3 000 tr/min | 13 s         | 159 km/h         | 7,7 à 8,1 L/100 km |

## Production

### Commercialisation

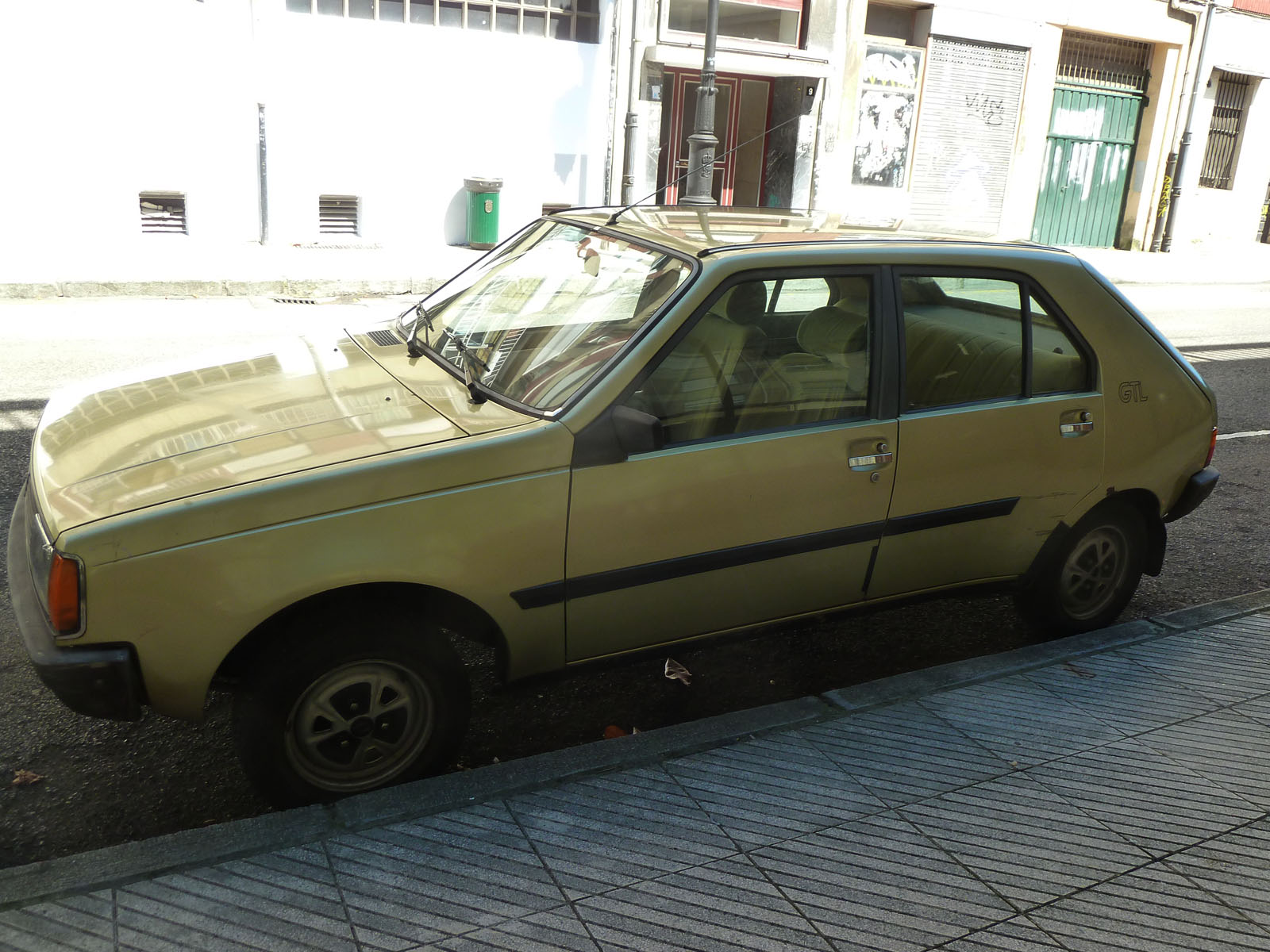
Une Renault 14 GTL espagnole.

Cette voiture ne s'est jamais vraiment imposée parmi les voitures de la classe moyenne, excepté en France et en Espagne, bien que ses qualités aient été généralement reconnues. Sa ligne démarquée de la production contemporaine et les problèmes - de démarrage par temps humide et de corrosion principalement - rencontrés par de nombreux acheteurs ont été avancés pour expliquer ce demi-échec. La production a été arrêtée en 1983, après un peu plus d'un million d'exemplaires, 1 081 321 exemplaires précisément, ce qui représente tout de même un bon chiffre pour l'époque, mais en deçà des espérances de la Régie Renault, qui espérait en vendre 2 500 000 exemplaires.

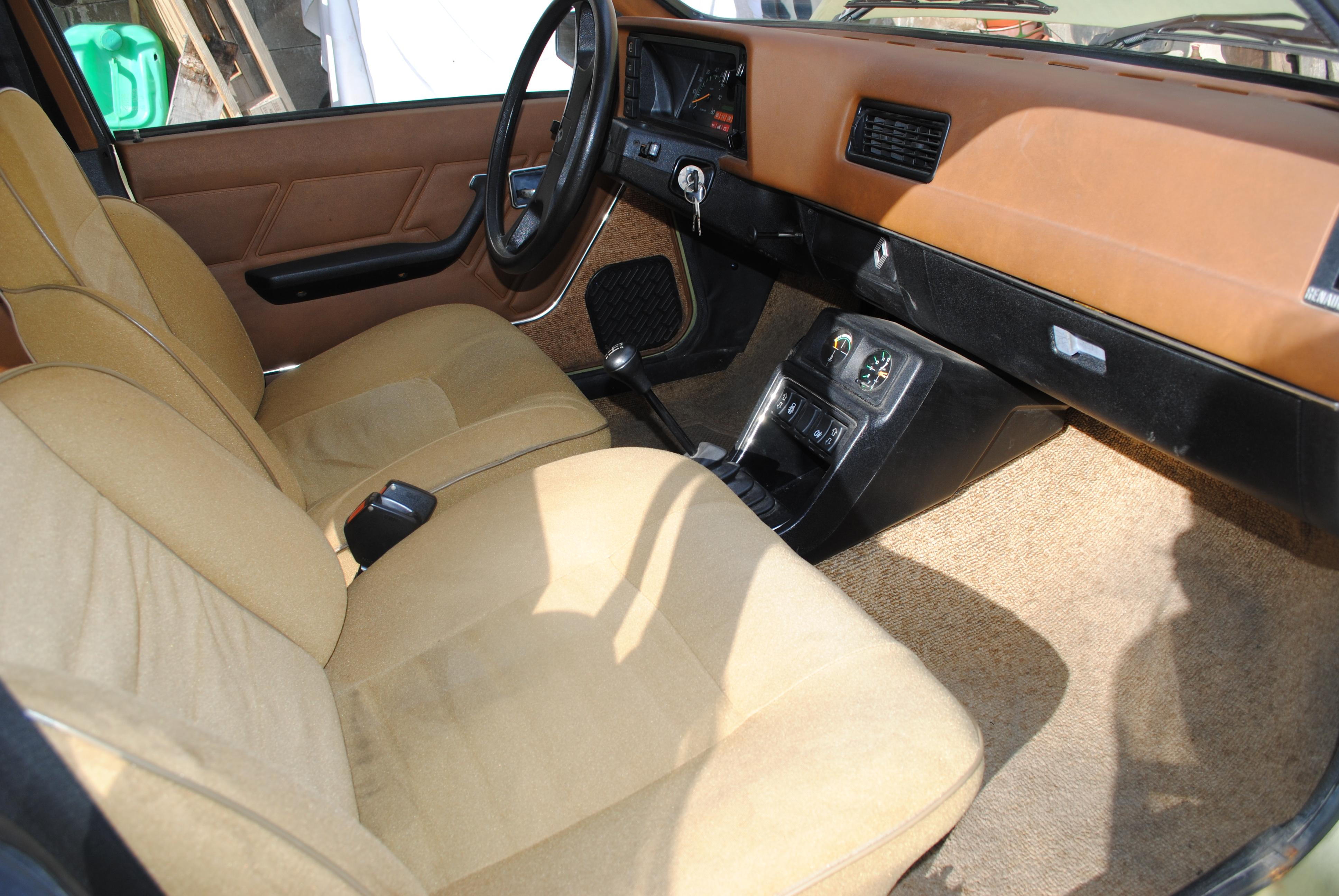
L'intérieur avant d'une Renault 14 TS de 1979.

La ligne générale toute en rondeurs dégageait une impression de mollesse et de lourdeur, à l'instar des premières Citroën Visa. Desservie par son manque de puissance, 57 chevaux alors que la concurrence en offre 70 en moyenne pour le même gabarit, son équipement minimaliste et une qualité de fabrication moyenne auront tôt fait de lui épingler une image peu engageante. Une campagne de publicité maladroite avait appuyée sur la forme arrière en poire de ce véhicule, achevant de le discréditer. Mais cette publicité a eu un impact réel sur les ventes très relatif. En effet, dès le premier Millésime, la Renault 14 ne se vendait pas convenablement, la faute notamment aux Agents et Concessionnaires Renault, refusant de vendre la nouvelle venue, à cause de sa parentalité moteur avec Peugeot, et préférant ainsi vendre des Renault 12 et 16 en fin de carrière. L'arrivée de la version TS en 1978, richement équipée et dont la puissance du moteur est portée à 70 chevaux, permettra de corriger légèrement le tir, et les ventes seront, pour le Millésime 80, les plus importantes de toute sa carrière. Ensuite, les ventes ne cesseront de décliner à partir de 1981, avec notamment l'arrivée de la Renault 9, la Régie abandonnera définitivement la Renault 14 en 1983, remplacée par la Renault 11.

### Image
Elle fut largement critiquée dès son lancement à cause de sa mécanique sous dimensionnée (1 218 cm3, 57 ch) et un équipement jugé minimaliste. L'année d'après, une campagne publicitaire désastreuse assimilant la Renault 14 à une poire en raison de son concept « un minimum de place pour le moteur, un maximum pour le confort » et de ses rondeurs inhabituelles pour l'époque, achèvera sa réputation (cette publicité était censée relancer des ventes déjà en chute libre dès la première année). L'arrivée de deux versions mieux équipées (GTL et TS) permettra cependant d'améliorer les ventes jusqu'en 1981, où l'arrivée de la Renault 9 créera une concurrence interne. L'arrivée de la Renault 11 en 1983 finira par achever la carrière de la R14.
La R14 aurait peut-être eu plus de succès avec le « moteur Cléon-Fonte » de conception plus ancienne mais éprouvée (une mécanique moderne a été retenue, mais manquant de puissance), un train avant maison mieux adapté au modèle et surtout sans la célèbre publicité qui la comparait à une poire. Elle était non seulement perçue comme une Renault avec une mécanique Peugeot dévalorisante (petit moteur commun à Peugeot), mais semblait en outre s'adresser aux « bonnes poires ». Une version sportive aurait par ailleurs certainement contribué à la mise en valeur et à la notoriété du modèle.

### Promotion (la «poire»)
En 1977, dans l'espoir de relancer les ventes, une campagne de publicité créée par Publicis associe la forme de la Renault 14 à celle d'une poire. Cette publicité semble avoir eu un impact mitigé pour la Renault 14, bien que les ventes ne s'en soient jamais retrouvées « totalement anéanties » comme on peut souvent le lire dans la presse amateur d'aujourd'hui. Les chiffres de vente indiquent une relative stabilité, c'est surtout le manque de profondeur de gamme qui nuira réellement à la Renault 14, en dépit de certaines qualités mécaniques (accessibilité aux différents organes, rapport poids/puissance supérieur à celui des Renault 12 TS et Renault 16 TL). Cette publicité marquera cependant les esprits et le sobriquet de « Poire » collera à la Renault 14 sans jamais s'en détacher... et par extension à ses acheteurs. En 2020, cet exemple de publicité ratée est toujours cité régulièrement dans les écoles de marketing et de commerce.

### Succession
Malgré l'échec commercial relatif de la R14 (plus d'un million de véhicule vendus), la forme compacte sera reprise et servira tout au long des années 1980 et 1990 de référence pour les berlines en entrée de gamme comme en segment moyen. De trois-quarts arrière, la Peugeot 306 par exemple a ainsi une certaine parenté de style avec la Renault 14.
Mais échaudé par la mésaventure, le directoire de Renault choisit pour lui succéder le couple Renault 9 et 11 qui marquait, après un cycle d'innovations et d'expérimentations diverses (R4, R16, R5, Rodéo, R15/17…) le retour à un dessin et une motorisation nettement plus conservateurs (réemployant par ailleurs le mythique et éprouvé « moteur Cléon-Fonte » apparu sur la Renault Floride S et la Renault 8). Les Renault 9 et 11 auront pour elles l'avantage d'avoir une gamme plus large et des versions sportives. En milieu de gamme, la Renault 14 TS sera remplacée par la Renault 11 TSE.